# Fox Corporation
Fox Corporation, ook bekend als Fox Corp, is een mediabedrijf dat is ontstaan als gevolg van de overname van 21st Century Fox door The Walt Disney Company. Per 19 maart 2019 is het bedrijf officieel actief.  

## Geschiedenis
In 2018 verkocht mediamagnaat Rupert Murdoch een groot deel van zijn 21st Century Fox aan The Walt Disney Company. De niet-verkochte onderdelen bleven eigendom van Murdoch en vallen onder Fox Corp. Dit zijn voornamelijk nieuws- en sportzenders. Op 19 maart 2019 was de splitsing definitief en kreeg Fox Corporation een eigen beursnotering. 
In april 2023 schikte Fox News voor een bedrag van bijna US$ 800 miljoen in de smaadzaak aangespannen door Dominion Voting Systems, een fabrikant van stemmachines. Fox deed ongefundeerde uitspraken over mogelijke problemen met de stemmachines. Uit interne documenten kwam aan het licht dat leidinggevenden en prominente persoonlijkheden van Fox de verkiezingsclaims van Donald Trump over stemfraude in besloten kring afwezen, maar toch uitzonden. In de schikking gaf Fox niet toe dat het onjuiste informatie had uitgezonden en bood ook geen excuses aan. Een paar dagen later werd bekend dat toppresentator Tucker Carlson het bedrijf verlaat. Hij was zeer populair en zijn programma's werden dagelijks door drie miljoen mensen bekeken.

## Activiteiten
Fox Corporation (Fox) is een groot mediabedrijf, voornamelijk actief in Noord-Amerika. Er zijn twee grote bedrijfsonderdelen, die naar omzet gemeten ongeveer even groot zijn:
Cable Network ProgrammingDit onderdeel maakt nieuws- en sportprogramma's en distribueert deze programma's via Fox eigen kabelnetwerken of via de kabelnetwerken van gecontracteerde partijen. Enkele subonderdelen zijn FOX News Media, en de sportzenders FS1 en FS2.
TelevisionIn dit onderdeel worden programma's gemaakt en uitgezonden via een eigen netwerk van 29 televisiestations. FOX Network zendt vooral vermaak- en sportprogramma's uit.
Tot slot zijn er twee kleinere onderdelen, FOX Entertainment Studios waar programma's worden gemaakt en opgenomen en Tubi die zich richt op digitale platformen.
Er belangrijke bron van inkomsten zijn de abonnementsgelden voor de eigen kabeltelevisienetwerken en de inkomsten uit de verkoop van uitzendrechten aan andere netwerken. Advertenties zijn de tweede belangrijke inkomstenbron. In 2023/24 was de helft van de omzet afkomstig van de abonnementen en ongeveer 40% van advertenties. Advertenties vertonen een minder stabiel inkomstenpatroon dan de abonnementen, ze fluctueren meer mede door de economische ontwikkelingen, verkiezingen en grote sportevenementen. Belangrijke kostenposten zijn de koop van licenties om sportwedstrijden te mogen uitzenden en uitgaven voor het personeel.

### Resultaten
Het bedrijf heeft een gebroken boekjaar dat stopt per 30 juni. Het jaar 2024 heeft betrekking op de periode van 1 juli 2023 tot en met 30 juni 2024.
| Jaar | Omzet           | Winst vóór belastingen | Netto- resultaat |
| Jaar | (× US$ miljoen) | (× US$ miljoen)        | (× US$ miljoen)  |
| ---- | --------------- | ---------------------- | ---------------- |
| 2020 | 12.303          | 1464                   | 999              |
| 2021 | 12.909          | 2918                   | 2150             |
| 2022 | 13.974          | 1694                   | 1205             |
| 2023 | 14.913          | 1736                   | 1239             |
| 2024 | 13.980          | 2104                   | 1501             |